# 한글
한글(문화어: 조선글)은 한국어의 공식 표기 문자로, 세종대왕이 한국어를 표기하기 위하여 1443년 창제한 '훈민정음'(訓民正音)을 20세기 초반부터 달리 이르는 명칭이다.
'한글'이란 이름은 주시경 등 국어연구학회 회원들이 지은 것으로 알려져 있다. 그 뜻은 '으뜸이 되는 큰글', '오직 하나뿐인 큰글', '한국인의 글자' 등으로 해석된다. '훈민정음'의 별칭은 여럿인데, 한글 외에도 정음(正音), 언문(諺文), 언서(諺書), 반절(反切), 아햇글, 가갸글, 국문(國文) 등이 있다.
음소문자인 한글은 홀소리(모음)와 닿소리(자음) 모두 소리틀을 본떠 만들었으며 창제된 초기에는 닿소리 17개에 홀소리 11개, 총 28개였으나, 점차 4자(ㅿ, ㆁ, ㆆ, ㆍ)를 사용하지 않게 되어 현재는 홀소리 10자, 닿소리 14자만 쓰고 있다. 한글은 표음문자(소리글자)이자 자질문자로서 표의문자인 한자에 비해서 배우기 쉽고 읽고 쓰기가 편한 장점을 가지고 있다. 조선민주주의인민공화국(북한)에서는 '조선글'이라 부른다. 과거에는 세로쓰기를 하여 한 줄은 위에서 아래로 쓰고, 줄은 오른쪽에서 왼쪽으로 썼으나, 오늘날에는 왼쪽에서 오른쪽으로 쓰는 가로쓰기가 보편적이다.
한글(훈민정음)은 창제된 이후 약 450년 동안 많은 시련을 겪었다. 조선의 많은 선비들은 한글을 미천한 글자라고 무시하고 홀대했으며 연산군은 한글 사용을 탄압하기도 했다. 조선의 공식문자는 여전히 한자였으며, 갑오개혁이 단행된 1894년이 되어서야 형식적이나마 제1의 공용문자로서 지위를 획득했다. 이후 일제강점기에는 조선어학회 사건(1942)이 조작되는 등 민족말살정책 하에 표준어와 한글 보급에 난관이 이어졌다.
그러나 이런 가운데에서도 주시경, 최현배 등 많은 선각자들이 한글을 체계적으로 연구하여 한글의 우수성을 알리고 널리 보급하려는 노력은 꾸준히 이어졌다. 1908년 국어연구학회가 창립된 이래 여러 시련에도 불구하고 한글연구의 명맥은 꾸준히 이어졌으며, 한글날 제정, 사전편찬, 맞춤법 제정 등 많은 성과들을 일구어냈다. 광복후 '조선어학회'가 활동을 재개하였고 1949년에 '한글학회'로 개칭되면서 한글 표준화 사업등 많은 노력이 있었다. 그 결과 한글은 한국어를 표기하는 국어로서의 위상을 지키게 되었다.

## 역사

### 창제 이전
한국은 삼국 시대부터 이두(吏讀)와 구결(口訣)을 써 왔다. 구결은 본래 한문에 구두(句讀)를 떼는 데 쓰기 위한 일종의 보조 편법에 지나지 않았고, 이두는 비록 한국어를 표기하는데 사용되었지만 한국어를 자신의 자유자재로 적을 수 없는 한계가 있었다. 그 표기법의 일원성(一元性)이 없어서 설사 이두로써 족하다 해도 한자교육이 선행되어야 했다. 이러한 문자 생활의 불편은 배우고 사용하기 쉬운 새로운 글자의 출현을 절실히 요구하고 있었다.

### 한글 창제

#### 창제 이유
이러한 사조가 세종 때에 특히 두드러져 드디어 1443년 음력 12월에 문자 혁명의 결실을 보게 되었다. 훈민정음 창제 취지는 세종이 손수 저술한 《훈민정음 해례본》 예의편(例義篇) 첫머리에 잘 나타나 있다. 한국어는 중국 말과 다르므로 한자를 가지고는 제대로 표기하기 어렵고 우리는 고유한 글자가 없어서 문자 생활의 불편이 매우 심했다.
‘훈민정음’은 '백성을 가르치는 바른 소리'라는 뜻으로, 세종의 어제 서문과 정인지 서(序)에서 분명히 밝히고 있는바, 당시까지 한문 의존에 따른 어려움을 근본부터 극복하기 위해 한국어의 고유 문자로서 창제되었다.
한편 훈민정음(이하 한글) 창제 5년 뒤에 《동국정운(東國正韻)》이 간행되는데, 당시 조선에서 통용되던 한자음을 중국어 원음으로 교정후 통일하기 위한 책으로서, 한글을 사용하여 이 책에 수록된 한자의 발음을 표기하였다. 따라서 세종의 한글 창제의 목적이 한자 및 한문의 폐지를 위한 것은 아니라고 보이며, 한글의 활용 범위가 상당히 넓었음을 짐작할 수 있다.

#### 신하들의 반대
집현전 부제학 최만리는 신석조, 김문, 하위지, 송처검, 조근, 정창손과 함께 1444년 2월 20일에 연명상소(갑자상소)를 올려 한글 반포를 반대했다. 이들은 새로운 문자를 제작, 보급하는 일은 사대의 관례에 어긋나는 일로 오랑캐의 소행에 해당하며, 한글이란 시골촌부나 사용할만한 상스러운 문자이고, 이두와는 달리 출세에만 급급한 벼슬아치들을 양산하여 학문의 발전을 쇠퇴시킬것이고, 한글사용은 가벼운 재주를 부리는 것과 같아 정치에도 무익하고, 억울한 옥살이의 원인은 문맹(文盲)이 아니라 관리의 공정성에 있으며, 새로운 문자사용이란 널리 의논하고 매우 신중하고 거듭 신중해야 하는일이라 등등의 주장을 펼치며 반대했다.
이에 대해 세종은 이두와 한글의 사용은 모두 백성을 이롭게 한다는 점에서 동일하다고 반박했고, 언어학과 음운학을 거론하며 이들의 주장을 모두 물리쳤다. 그러나 세종의 반박과 설득에도 불구하고 최만리를 비롯한 연명상소를 올린 7명이 지속적인 반대가 극심하자 세종은 정창손을 파직시킴과 동시에 7명 전원을 의금부에 하루동안 가두어 버렸다. 하옥된 7명은 다음날 석방되었으나 최만리는 이내 벼슬에서 물러난후 낙향하였다. 다만 김문(金汶)은 석방된후 곤장 100대를 맞았는데 이는 한글 반포에 대해 찬성하던 기존 입장을 번복하여 반대했음에 대한 처결이었다.
정찬손이 파직된 것은 세종의 뜻을 정면으로 거슬렀기 때문이다. 세종은 지난 1428년에 발생하여 충격을 준 패륜범죄의 재발을 막고자, 배우고 사용하기 쉬운 한글을 보급한후, 과거에 편찬했던 『삼강행실도』를 한글로 번역, 배포하여 백성들을 교화하고 계몽하고자 했다. 그러나 정창손은 과거에 『삼강행실도』를 배포했음에도 불구하고 큰 변화가 없었음을 거론하며, 삼강행실(三綱行實)의 실천 여부는 개인의 성품과 자질에 따른 문제이지 쉬운 문자로 쓴 책을 보급한다하여 달라질게 없다고 하며 한글 사용을 반대했다. 정창손의 발언은 유학적 가르침에 위배되는 것으로 격노한 세종은 파직을 명했던 것이다.
야비하고 상스러운 문자라는 등의 표현을 사용하며 반대하는 것에 화가 난 세종은 평소답지 않게 왕으로서의 권위를 내세워 강하게 대처하는 실수를 하고 말았다. 그러나 이런 강경책 덕분인지 이후로는 적극적으로 한글에 대해 반대하는 신하가 없었으며 1446년 정식 반포 이후 단 한 건의 반대 상소도 남아 있지 않다. 세종은 최만리를 비롯한 일부 학자들과 달리 혁신적인 사고방식을 가지고 있었고 한글에 대한 자부심과 문자개혁 정책의 추진이 널리 백성들을 두루 이롭게 할 것이라는 신념이 있었다. 따라서 대소신료들의 반대를 무릅쓰고 이들을 하옥해가면서까지 자신이 창제한 새로운 글자를 더욱 연구하며 한글반포 작업을 추진하였다.

#### 한글 반포

《훈민정음 언해》의 서두

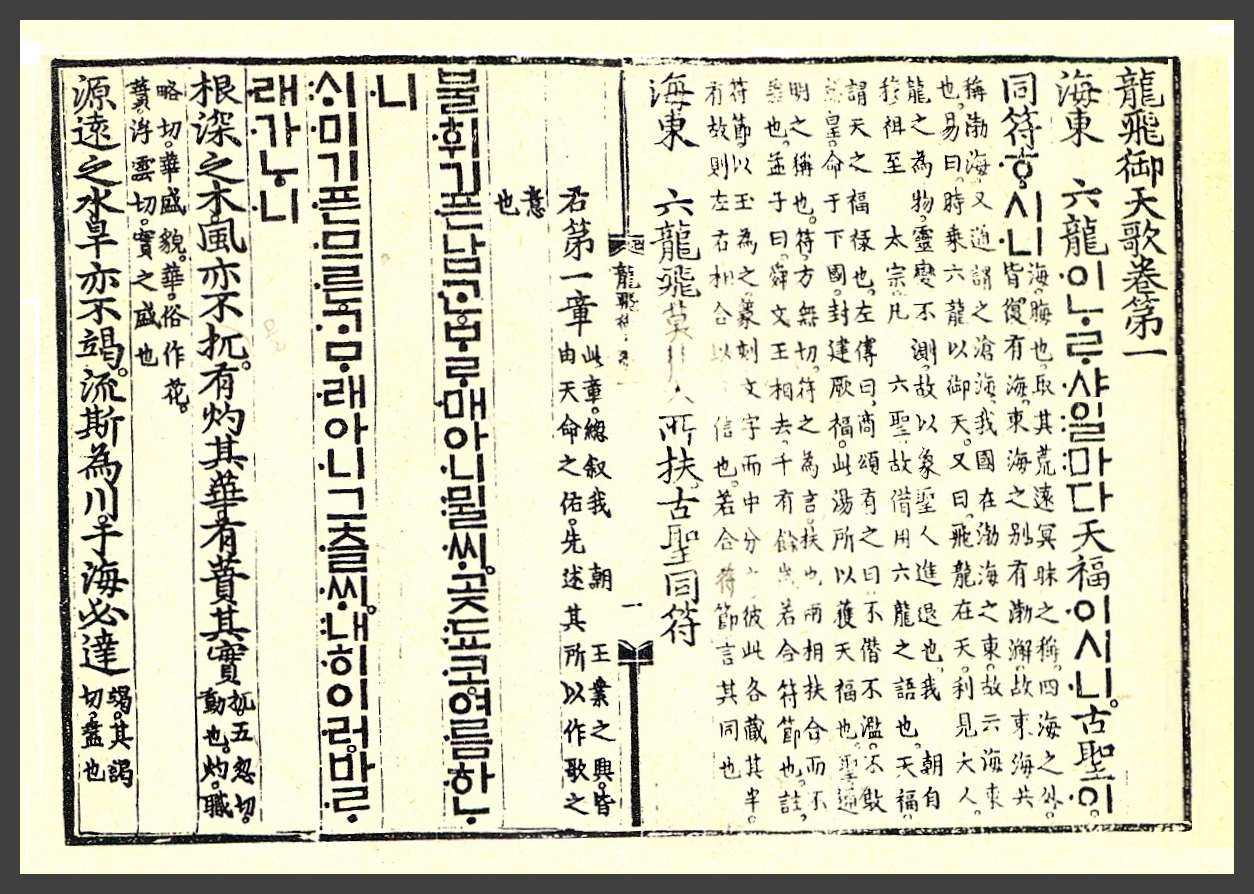
용비어천가 권1 (1445년 편찬)

1446년 9월에 한글이 반포되었다. 세종은 한글을 창제한후에 약 3년간 실제 궁중에서 한글을 직접 사용하면서 문제점을 보완하고 다듬어 왔다. 성삼문, 신숙주, 최항, 정인지, 박팽년 등 집현전 학자들에게 명하여 해설서인 『훈민정음 해례본(訓民正音 解例本)』을 발간하도록 했으며 1444년 2월에 최항과 박팽년에게 『고금운회거요』의 한글번역을 명했다. 반포하기도 전에 『고금운회거요』의 번역을 시켰다는 것은 이미 '한글'의 완성도는 매우 높았으며 새 문자에 대한 자신감이 있었다는 뜻으로 보인다. 1445년(세종 27) 4월에는 한글을 처음으로 사용하여 악장(樂章)인 《용비어천가》를 편찬하고 1447년(세종 29) 5월에 간행하였다. 목판본 10권 5책 모두 125장에 달하는 서사시로서, 한글로 엮어진 책으로는 한국 최초의 것이 된다.
한글을 반포한후에는 하급 관리를 뽑을 때 한글을 시험 과목에 추가하였고, ‘삼강행실’과 같은 국가 윤리를 한글로 풀어 백성들에게 가르치도록 하였는데 이 두가지 사항을 조선 최고의 법전인 경국대전에 명문화하였다. 사서(四書)를 한글로 번역하게했고 백성들이 관가에 제출하는 서류를 한글로 작성토록 했으며 형률 적용 과정에서 그 내용을 한글로 번역하여 알려 주도록 했다. 궁중의 여인들에게 모두 한글을 익히도록 하고 세종 자신은 조정의 대신과 기관에 한글로 글을 내리기도 했다. 이후로 민간과 조정의 일부 문서에서 한글을 사용하였다. 이러한 한글 보급 정책에 따라 한글은 점차 퍼져 나갔다.

#### 중국의 반응
1539년 중종때 주양우(朱良佑)라는 자가 한글을 중국인에게 가르쳐 준 사실이 발각되어 처벌을 받았다는 것으로 보아 당대에는 새 문자 창제 사실을 중국에 적극적으로 알리지 않았던 것으로 보인다. 『동국정운』(1448)과 『홍무정운역훈』(1455)을 편찬하는등 여러사업을 진행했지만 세종은 한글 반포식을 거행하지 않았으며, 훗날 중국에 보내는 세종의 부고에도 훈민정음을 세종의 업적으로 언급하지 않았다. 새로운 문자 창제란 '문화적 독립'을 의미하는데, 이는 약소국이었던 조선이 당대 동아시아의 패권국가인 중국을 무시하고 한자 중심 세계를 공개적으로 거부하는 행위에 해당한다. 외교적으로 심각한 문제를 야기할 소지가 있어 조심스럽게 진행했던 것이다.
중국(명나라)은 조선의 새로운 문자 창제에 대해서 정치적으로나 학문적으로나 공식적인 반응을 보이지 않았다. 철저히 무시한 것이다. 명나라의 내정도 그리 편치만은 않았다. 1368년에 태조 주원장이 명(明)을 건국한 이래 3대 영락제에 이르러 국력이 크게 융성하였으나 1435년에 정통제가 9살의 어린나이에 즉위한후 점차 침제되기 시작했다. 선대의 충신들이 사망하고 1442년에 섭정인 성효소황후 마저 죽자 환관 왕진이 권력을 잡고 전횡을 일삼으며 국정을 농단했다. 1449년에 정통제가 직접 참전했다가 황제가 적국에 생포당하는 중국역사상 전례없는 사건이 벌어지기도 했다. 정통제는 생환후 태상황이 되어 유폐된채 지내다가 1457년에 쿠데타(탈문의 변)를 통해 복위하는 등에 일련의 사건들이 있었으며 이후의 황제들도 치세가 그리 순탄치만은 못했다.

#### 자모 낱자 명칭
훈민정음 제정 당시에 자모 낱자의 명칭을 무엇이라 했는지는 알 수 없다. <훈민정음 해례본>에는 이에 대한 언급이 없기 때문이다. 문서나 교재를 통해 한글을 교육할때에는 개별 명칭이 굳이 필요없지만 말로 설명하고자 할때는 명칭이 필요하게 된다. 그러나 이에 대해서 특별히 언급한 당대의 문헌이 존재하지 않는다. 처음으로 자모 명칭에 대해 언급한 문헌은 1527년에 최세진이 쓴 《훈몽자회》이다.
이 책은 아동들의 한자 공부를 위해 저술한 학습서인데 이 책의 말머리에 〈언문자모(諺文字母)〉란 제목 아래 한글자모에 관한 설명과 자모의 운용 원리에 대한 설명이 있으며, 한글 자모 낱자의 명칭을 한자의 음과 훈을 이용하여 달아놓았고 자모낱자의 순서등도 기록해놓았다. 자모 낱자의 명칭은 각 글자 밑에, 기역 其役, 니은 尼隱, 디귿 池○末, 리을 梨乙, 미음 眉音, 비읍 非邑, 시옷 時○衣, 이응 異凝”, “키 ○箕, 티 治, 피 皮, 지 之, 치 齒,  而, 이 伊, 히 屎”, “아 阿, 야 也, 어 於, 여 余, 오 吾, 요 要, 우 牛, 유 由, 으 應 不用終聲, 이 伊 只用中聲,  思 不用初聲”과 같이 표기되어 있다.
최세진이 자모 낱자의 명칭과 자모의 순서를 처음으로 정한 것인지 아니면 전대로부터 전해 내려온 것을 정리한 것이지를 판단할 수 있는 어떠한 언급도 이 책에는 없다. 또한 한글 자모 낱자가 모두 27개라고 소개하고 있다. 그 사이에 문자 체계의 변화가 생겨서 'ㆆ(여린히읗)'에 사용이 폐지되었음을 알 수 있다. 아무튼 《훈몽자회》에 기록된 자모 낱자 명칭은 오늘날까지 그대로 사용되고 있다.

#### 한글의 수난
한글이 ‘훈민정음’이라는 이름으로 반포된 초기에는 '정음(正音)' 또는 '언문(諺文)'이라고도 불렸다. '정음'은 훈민정음을 약칭한 것이고, '언문'이란 《세종실록》에서 '상친제언문이십팔자(上親製諺文二十八字)'라고 한 것에 비롯되었다. 그런데 당대의 양반들은 한자를 제외한 한글을 ‘언문’이라 칭하며 상것들이나 쓰는 글이라 하며 하대하였다. 또한 한글을 '가짜글'이라는 의미를 부여하여 '언서(諺書)'라고 부르며 낮추어 보았는데, 이는 한자(漢字)를 진짜 글이라는 의미의 '진서(眞書)'라 부른데서 연유하였다.
‘반절(反切)’이라는 말을 쓰기도 했는데, 중국 음운학의 반절법에서 초·중·종성을 따로 분리하는 방법을 쓰기 때문에, 정음이 초·중·종성을 분리하여 표기하는 점에서 이와 비슷하다고 보아 붙인 이름인 듯하다. 그러나 일부에서는 '반토막 글'이라는 의미로 ‘반절(反切)’이라 하였다. '암클'이라고도 불렸는데 소수에게 불린 명칭이며 이것은 여성이 쓰기 때문에 붙은 이름은 아니고 한글은 남성, 여성 모두 사용했으나 '암'은 여성이라는 뜻 말고도 부족하다라는 뜻도 있기 때문에 글을 배우지 못한 경우 쓰는 부족한 글씨 즉 '암클'로 불리기도 하였다. 또한 아직 글을 배우지 못한 아이들이나 쓰는 글이라 하며 '아햇글'이라고 부르기도 했다. 승려나 중인(中人)이하에서나 쓰는 글자라는 하대하는 뜻을 가진 '중글'은 절의 승려들이 한글로 불경을 번역하고 신도들에게 교리 교육에도 사용하였다고 해서 비롯된 말이다. '나랏글'이라는 의미의 '국문(國文)'으로 불린 것은 1894년 갑오개혁 때이나 일제강점으로 오래 가지 못했고 '한글'이라 불리게 된 것은 1910년 경부터이다.
이와 같이 한글이 반포된 이후 조선의 양반들은 한글 사용 자체를 반대하지는 않았으나 한글을 달갑게 생각하지 않았고 한자와 달리 얕잡아 보며 2류 문자 취급하면서 철저히 무시했다. 이는 오랫동안 중국에 대한 사대주의에 젖어있었기 때문이다. 지식인 사회로부터 홀대를 받은 한글은 주로 농서나 의서 같은 실용 서적을 번역하거나 불경을 번역, 편찬하는데 한정됐다. 사서삼경 언해본이 나왔지만 한문에 대한 기본 지식이 없는 백성에게는 여전히 어려웠고 과거 시험을 준비할 여유가 없는 이들이나 자격이 없던 평민들에게는 불필요한 책이었을 뿐이다. 고급 정보를 담은 책은 여전히 한문으로 간행되었다.
임금이 백성에게 내리는 글인 윤음을 한글로 펴내기도 했으나 한문 중심의 국가 정책이나 사회 분위기가 바뀐 건 아니었다. 조선 후기 실학자였던 정약용, 박지원, 박제가 등도 한글 사용을 외면하고 100% 한문으로만 저술을 남겼다. 특히 방대한 저술을 남긴 정약용은 가족과 주고받은 편지조차 한문만 사용했다. 실학자였던 이들조차 한자보다 실용적인 한글을 외면하고 한자를 우대하는 양반 사대부의 한계를 벗어나지 못했다.
양반들에 의해 우리글인 한글이 무시당하는 풍조는 19세기 후반까지 꾸준히 이어졌다. 육영공원과 배재학당의 교사로 활동하던 미국인 헐버트의 회고록에는, "조선인들은 위대한 문자인 한글을 무시하고 있으며 사대부들에게 한글을 아느냐고 물으면 그들은 알고 있으면서도 입에 거품을 물고 모른다고 답했다."고 적혀 있다. 또한 그는 1889년에 《사민필지》라는 우리나라 최초의 순한글 지리 교과서를 집필하였는데, 책의 서문에 "한글이 중국 글자에 비하여 크게 요긴하건만 사람들이 요긴한 줄도 알지 아니하고 업신여기니 어찌 아깝지 아니하리오"라고 썼다. 이를 통해 당시 지배계층이 우수한 한글을 두고 여전히 한자를 중시했다는 사실을 알 수 있다.

#### 연산군의 박해
1504년(연산군 10년) 7월에 그의 패륜적인 행위에 대해 질책하는 한글 투서가 발견되었다. 범인 색출 작업을 했으나 잡아내지 못하자 연산군은 그해 7월 20일부로 백성들의 한글 사용을 금하도록 명했다. 한글로 구결을 단 책을 불사르게 했고 배우거나 쓰지 못하게 했는데, 위반자는 '기훼제서율(棄毁制書律)'을 적용하여 곤장 100대부터 참수형에 처하도록 했다. 사용하는 자를 알고도 고발하지 않은 이웃도 잡아들여서 '제서유위율(制書有違律)', 즉 임금의 지시를 위반한 사람을 다스리는 법을 적용하여 곤장 100대를 때리라 명했다. 그러나 조정 안에서 한글을 사용하는 것은 부분적으로 허용하였다. 한글로 역서를 번역하도록 했으며, 궁인의 제문을 한글로 번역하여 의녀를 시켜 읽도록 하기도 했다.

#### 조선 중기
한글이 지배 계층으로부터 멸시를 받았음에도 불구하고 궁중과 일부 양반층, 백성들, 특히 부녀자들 사이에서 자연스럽게 널리 사용되었다. 1490년 충청도 회덕에 사는 신창 맹씨는 함경도에 근무하는 군인인 남편 나신걸로부터 한글로 쓰인 편지를 받았다. 편지에는 함경도에서 한성으로 전근되었으니 옷을 보내달라는 내용이 적혀 있었다. 1586년 경상도 안동에 일선 문씨는 세상을 먼저 떠나 남편 이응태에게 원망 섞인 편지를 썼다. 편지에는 '둘이서 머리 하얗게 되도록 살다 함께 죽자더니 먼저 가냐. 이 편지를 읽으면 꼭 꿈에 나와 말을 걸어달라’고 적혀 있다. 이와 같이 백성들이 한글로 된 서신을 주고받을 수 있었던 것은 한글이 한문에 비해 매우 단순하여 읽고 쓰기가 너무나도 쉬웠던 까닭에 누구나 짧은 시간내에 배우고 익힐 수 있었기 때문이었다.
율곡 이이가 《대학》에 구결을 달고 언해한 《대학율곡언해》는 1749년에 간행되었다.
조선 중기 이후로 가사 문학, 한글 소설 등 한글로 창작된 문학이 유행하였고, 서간에서도 한글/정음이 종종 사용되었다.

### 근대

#### 띄어쓰기 도입

독립신문 초판 (1896.4.7)

한글은 창제 이래 약 400 여년이 넘도록 띄어쓰기를 하지 않았다. 한글에 띄어쓰기를 최초로 적용한 사람은 스코틀랜드 출신 장로교 선교사 존 로스이다. 그는 19세기 말에 중국에서 선교활동을 하던 중에 성경을 한국어로 번역하고자 한국인 이응찬으로부터 한국어를 배운 후 한국어 학습 교재인 《Corean Primer》(한국어 첫걸음)을 1877년에 펴냈는데, 이 책에서 처음으로 한글  띄어쓰기를 적용하였다. 이는 영어의 띄어쓰기가 자연스레 반영된 것으로 보인다. 그러나 한글 띄어쓰기는 대중화 되지 못했다.
이후 배재학당 교수로 활동하던 미국 출신 언어학자이자 선교사 호머 헐버트 박사가 한글에 띄어쓰기 도입을 적극적으로 권장함에 따라 1896년에 창간된 <독립신문> 한글판에 띄어쓰기가 본격적으로 도입되었다. 아울러 이 시기에 '마침표'와 '쉼표'도 처음으로 사용되기 시작했다. 1906년 대한국민교육회가 발간한 <초등소학>에는 단어와 조사들을 모두 띄어 쓰는 일도 있었다. 그러다가 1933년 조선어학회가 한글 맞춤법 통일안을 제정하면서 띄어쓰기의 어문규정이 하나씩 정립되기 시작했다.

#### 국문 연구소
1894년(조선 고종 31년) 갑오개혁에서 마침내 한글을 ‘국문’(나랏글)이라고 하여, 1894년 11월 21일 칙령 제1호 공문식(公文式) 제14조 및 1895년 5월 8일 칙령 제86호 공문식 제9조에서 법령을 모두 국문을 바탕으로 삼고 한문 번역을 붙이거나 국한문을 섞어 쓰도록 하였다. 이와 더불어 한글 사용이 점차 늘자, 한글 표기법에 관한 문제가 제기되었다. 공동연구에 의한 통일된 문자체계의 필요성을 느끼던 중 1905년 지석영이 상소한 〈신정국문(新訂國文)〉이 고종황제의 재가를 얻어 한글 맞춤법으로서 공포되었다.
그러나 그 내용상에 여러 문제점이 지적되면서 1906년 5월에 이능화가 〈국문일정의견〉을 제출하는 등 논란이 되자 당시 학부대신 이재곤의 건의로 1907년 7월 8일 대한제국 학부에 통일된 문자 체계를 확립하기 위한 한국어 연구 기관으로 국문 연구소가 설치되었다. 1506년 중종때 언문청이 폐지된 이후로는 처음으로 한글을 연구하는 국가기관이 만들어진 것이다.국문 연구소의 연구 성과는 1909년 12월 28일 학부에 제출한 보고서로서 〈국문연구의정안〉 및 어윤적, 이종일, 이억, 윤돈구, 송기용, 유필근, 지석영, 이민응의 8위원 연구안으로 완결되었다.

#### 국어 연구 활동

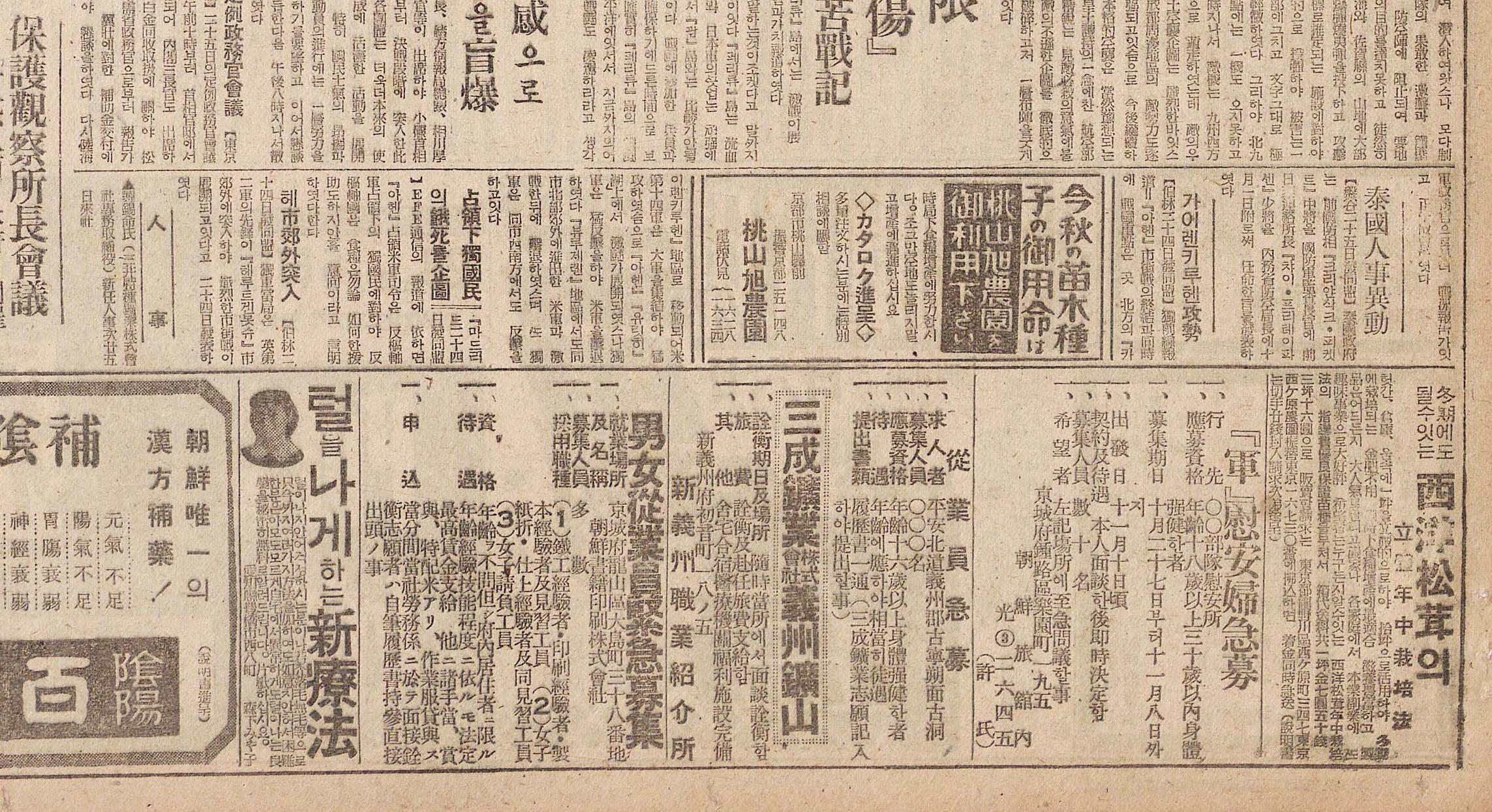
한글과 한문이 혼용되어 쓰인 매일신보 1944년 기사

한편 민간에서는 1906년 주시경이 《대한국어문법》을 저술하여 1908년에 《국어문전음학(國語文典音學)》으로 출판하였으며, 1908년 최광옥의 《대한문전(大韓文典)》, 1909년 유길준의 《대한문전(大韓文典)》, 김희상의 《초등국어어전》, 1910년 주시경의 《국어문법(國語文法)》등이 출간되고, 이후에도 1911년 김희상의 《조선어전(朝鮮語典)》, 1913년 남궁억의 〈조선문법(朝鮮文法)〉, 이규영(李奎榮)의 〈말듬〉, 1925년 이상춘의 《조선어문법(朝鮮語文法)》 등으로 이어지면서, 1937년 최현배의 《우리말본》으로 집대성된다.
우리말과 글의 연구.통일.발전을 목적으로, 1908년 8월31일 주시경 선생이 뜻을 같이하는 사람들과 서울 봉원사에서 창립총회를 열고 ‘국어연구학회’를 창립하였다. 그러나 1910년 한일합병이 이루어지며 국어라는 말이 일본어를 뜻하게 되면서 1911년 9월3일 ‘배달말글몯음’(조선언문회)으로 이름을 변경하였다. 1913년 3월 23일에 ‘한글모’로 바꾸었으며, 1921년 12월3일 ‘조선어연구회’로 다시 변경하였다. 그동안 많은 강연, 학술대회를 연 바, 1926년에 한글날을 제정하였고 1927년에는 동인지 ‘한글’을 창간하였다. 1931년 1월 10일 ‘조선어학회’로 이름을 고쳐 활동하며 학회지 ‘한글’ 창간(1932), 한글맞춤법 통일안 제정(1933), 표준말 사정(1936), 외래어 표기법 통일안 제정(1940)등 활발한 활동을 전개하였다. 그러던중에 1942년 일제에 의해 자행된 조선어학회 사건으로 국어연구가 중단되는 큰 시련을 맞게 되었다.

#### 한글 보급 운동
한일강제합방이후 일제는 강압적인 무단통치를 일삼았다. 3·1 운동이후 유화적인 문화통치를 실시했으나 허울뿐이었으며 탄압과 감시, 민족말살과 황국식민화 교육, 우민화 정책에 따른 단순 실업 교육, 일본어 학습 확대, 한국어 교육 축소를 단행했다. 이런 일제의 차별 교육정책으로 인해 1930년 무렵 문맹율은 약 70%정도에 달하였다. 같은 역사를 가지고 같은 언어를 사용해야 민족의 동질성과 일체감을 확보하고 단결할 수 있으며 민족정신을 고양시킬수 있는데, 당시 조선인의 문맹율은 너무 높았다. 심각성을 깨달은 민족 지도자들은 문맹퇴치를 위해 적극적으로 한글보급운동에 나섰다.
언론사들도 이 운동에 동참했다. 1931년 동아일보가 농촌계몽운동인 브나로드 운동을 전개하여 대학생으로 조직된 계몽대가 지방으로 내려가 한글을 가르쳤다. 조선일보는 1929년 여름부터 1934년까지 6년간 "아는 것이 힘, 배워야 산다"라는 표어아래 문맹퇴치운동을 했다. 조선어학회도 전국순회 조선어 강습회를 열었다. 문자보급운동이 민족의식 고취와 계몽운동으로 확대되어가자 일제는 1934년에 이 운동을 강제로 금지시켰다. 또한 1930년대 말부터 민족말살통치를 실시하며 한국어 교육을 폐지하고 우리말 사용도 탄압하였다.

#### 해례본의 발견

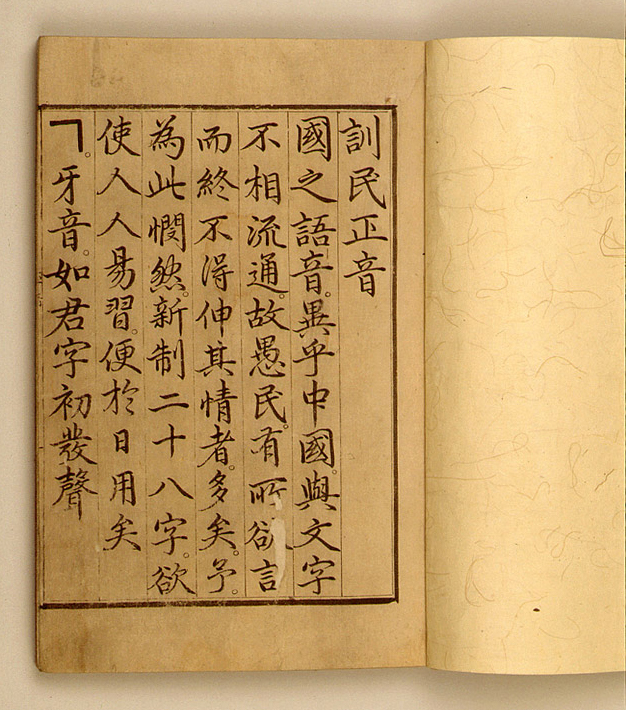
훈민정음 해례본

세종대왕은 한글을 창제한후에 집현전 학자들에게 명하여 해설서인 『훈민정음 해례본(訓民正音 解例本)』을 발간하도록 했다. 그러나 불행하게도 '훈민정음 해례본'은 기록에만 존재할 뿐 한 권도 전해지지 않았었는데, 1940년 안동에서 처음 발견되었다. 이책을 전형필이 큰 기와집 10채 값에 해당하는 1만원을 지불하여 입수한 후 보관하였다. 광복 후 전형필은 해례본의 존재 사실을 학계에 알렸고 영인본을 제작·배포하여 책의 내용을 공개하였다.
해례본이 발견되기 전에는 한글 창체 원리와 기원에 대하여 고대글자 모방설, 고전(古篆) 기원설, 범자(梵字) 기원설, 몽골문자 기원설, 심지어는 창살 모양의 기원설까지 나올 정도로 학자들 사이에서 여러 학설들이 난무하며 독창성이 부정당했다. 그러나 이 책의 출현으로 모두 일소되고 조음기관 상형설이 제자원리(制字原理)였음이 분명히 밝혀졌다. 또한 한글의 우수성, 독창성을 올바로 알릴 수 있는 좋은 근거 자료가 되고 있다.

### 현대

#### 한글학회의 주요활동
광복후 활동을 재개한 조선어학회는 초.중등 교과서 편찬(1945), 훈민정음 원본 영인 (1946), 세종 중등 국어교사 양성소 설치(1948) 하였다. 아울러 1949년 9월 25일 ‘한글학회’로 이름을 바꾸게 되었다. 이후 큰 사전 편찬(1957), 한글 타자기 통일 글자판 발표(1962), 쉬운말 사전(1967), 월간지 ‘한글새소식’ 창간(1972), 우리말의 로마자 적기 발표(1984), 제1회 우리 말글 연수회(1985), 한국지명총람 편찬(1986), 문학한글 창간(1987), 한힌샘 주시경 연구/교육한글 창간(1988)등의 일을 했다.
또한, 한국 땅이름 큰사전 편찬(1991), 우리말 큰사전 편찬(1991), 제1회 외국인 한국어 발표 대회(1999), 학회 발행 논문집 학술정보 제작(2000), 첫 번째 우리말글 지킴이 위촉(2000), 우리 토박이 말 사전 편찬(2001), 첫 번째 아름다운 우리말 가게이름 선정(2001), 제1회 전국 한말글이름 가진 이 글짓기 대회(2004), 한글 무늬옷 입기 운동(2005), 한글날 큰잔치 조직위원회 결성(2006), 한글을 빛낸 자랑스러운 인물 4편(한힌샘 주시경, 외솔 최현배, 건재 정인승, 고루 이극로) 편찬(2008, 2009) 등의 일을 하였다. 1996년에는 비영리 학술단체로는 처음으로 누리집(홈페이지)을 만들어 누리그물(인터넷)을 통하여 갖가지 정보를 제공하고 정보 교환의 마당을 마련해 놓고 있으며,정기 간행물 『한글』,『문학한글』, 『교육한글』, 『한힌샘 연구』, 『한글 새소식』 등을 누리집에서 제공하고 있다.

#### 문화 유산 지정
간송미술관에서 보관중인 《훈민정음 해례본》, 즉 간송본은 1962년에 국보 70호로 지정되었으며 1997년에 유네스코 세계기록유산으로 지정되었다. 한글의 옛 이름이자 해설서의 제목이기도한 훈민정음은 해례본, 예의본, 언해본으로 구분된다. 이 중에 해례본만 단행본으로 발간되었으며 예의본과 언해본은 단행본이 아니고 《세종실록》과 《월인석보》에 실려있는 것을 말한다. 또한 해례본과 예의본은 한문으로 쓰여져 있고 언해본은 한문과 함께 한글로 번역되어 있다.
해례본은 전권 33장 1책의 목판본으로 책의 규격은 가로 20cm, 세로 32.3cm이며 예의, 해례, 서문으로 구성 되어있다. 예의 부분은 세종이 직접 썼으며 4장 7면으로 면마다 7행에 매행 11자로 되어 있다. 해례 부분은 26장 51면 3행으로 면마다 8행에 매행 13자로 되어 있고 신숙주 등 집현전(集賢殿) 학사가 집필하였다. 정인지가 대표하여 쓴 서문은 3장 6면에 한 자씩 낮추어서 매행 12자로 구성되어 있다.

#### 세종대왕 문해상
유네스코(UNESCO)는 1946년부터 문맹 퇴치 운동을 전개해왔다. 또한 9월 8일을 '세계 문해의 날(International Literacy Day)'로 지정하여 매년 기념행사를 하며 문맹 퇴치의 중요성을 알리는데 앞장서고 있다. 문해의 날이란, 문자를 읽고 쓰는 일의 중요성을 다시 생각해보게 하는 날로서, 인간다운 삶을 누리기 위해서는 최소한 읽고 쓸줄 알아야 하며, 이는 알권리와 표현의 자유를 보장받기 위한 필수적인 요소가 된다.
한국정부는 문해력이 낮은 백성들을 위해 쉽게 익히고 사용할 수 있도록 과학적인 문자를 만든 세종대왕의 한글 창제정신과 업적을 전 세계에 알림과 동시에 세계 문맹 퇴치에 이바지 하고자 '세종대왕 문해상' 제정을 유네스코에 제안하였다. 이런 취지에 공감하여 상을 제정한 유네스코는 1990년부터 문맹퇴치에 앞장선 개인이나 단체를 선정하여 '유네스코 세종대왕 문해상'을 매년 세계 문해의 날에 수여하고 있다. 수상자에게 지급되는 상금은 한국정부가 전액 지원하고 있다.

#### 그밖의 일들
한국에서는 한글전용법이 시행되어 한자의 사용이 줄어들면서 1990년대 그 사용이 절정을 이루었다. 이후 정부 차원에서의 영어 우대 정책으로 한글의 사용이 점차 줄고 있다는 지적이 있다.
2009년에는 문자가 없어 의사소통에 곤란을 겪었던 인도네시아의 소수 민족인 찌아찌아족이 자신들의 언어 찌아찌아어의 표기 문자로 시범으로 한글을 채택, 도입하였다. 그리고 2012년에 솔로몬 제도에 있는 일부 주가 모어 표기 문자로 한글을 도입하였다.

## 다양한 창제학설

### 조음기관 모방설
훈민정음 해례본에는 자음과 모음 각각의 창제 원리가 상세히 설명되어 기본 자음 5자(ㄱ, ㄴ, ㅁ, ㅅ, ㅇ)는 발음 기관의 모양을 추상화하고, 기본 모음 3자(ㆍ, ㅡ, ㅣ)는 천지인 3재를 상징하여 창제되었고 다른 글자들이 획을 덧붙이는 방식으로 만들어졌다고 밝히고 있다. 『훈민정음 해례본(訓民正音 解例本)』을 바탕으로 한글과 음양오행의 관계를 기록하였다.
가. 모음은 음양의 원리를 기본으로 만들어졌다.
- 기본 모음'ㆍ, ㅡ, ㅣ'를 보면 'ㆍ'(아래아)는 양(陽)인 하늘(天)을 본떠 만들고, 'ㅡ'는 음(陰)인 땅(地)을 본떠 만들었으며, 'ㅣ'는 음과 양의 중간자인 인간(人)의 형상을 본떠 만들었다. 천지인(天地人)은 하늘(·)과 땅(ㅡ), 사람(ㅣ)을 나타낸다.
- 『훈민정음 해례본』에 따르면 'ㅏ, ㅑ, ㅗ, ㅛ'는 'ㆍ'(아래아) 계열의 글자이다.

'ㆍ'(아래아)의 속성은 양이다. 양의 특성은 위로의 상승, 바깥으로의 확장이다. 따라서 점을 위, 바깥쪽에다 찍은 것.
- 'ㅓ, ㅕ, ㅜ, ㅠ'는 그 반대로 'ㅡ' 계열의 글자이기 때문에 음의 속성을 따라, 하강, 수축의 뜻으로 점을 안쪽, 아래로 찍은 것.

나. 자음은 오행을 바탕으로 만들어졌다.
- 『훈민정음 해례본』에선 각 방위와 발음 기관을 연결시키고, 해당 발음 기관에서 나는 소리 또한 방위와 연관시키고 있다. 방위는 또 계절과 연결이 되므로, 결국 소리는 계절과 연결된다.

(소리=방위=계절, 소리=계절) 계절은 봄, 여름, 늦여름, 가을, 겨울 순이므로, 소리 역시 어금닛소리(ㄱ, 봄), 혓소리(ㄴ, 여름), 입술소리(ㅁ, 늦여름), 잇소리(ㅅ, 가을), 목소리(ㅇ, 겨울) 순으로 배열한다.
- 『훈민정음 해례본』에서 기본 자음을 ㄱ, ㄴ, ㅁ, ㅅ, ㅇ, ㄹ 순으로 배열한 것은 오행 원리와 연관이 있다.

| 속성         | 계절                | 방위           | 음성                       | 음계   |
| ------------ | ------------------- | -------------- | -------------------------- | ------ |
| 목(木, 나무) | 춘(春, 봄)          | 동(東, 동녘)   | 어금닛소리(ㄱ, ㅋ, ㄲ)     | 각(角) |
| 화(火, 불)   | 하(夏, 여름)        | 남, (南, 남녘) | 혓소리(ㄴ, ㄷ, ㅌ, ㄸ)     | 치(徵) |
| 토(土, 흙)   | 계하 (季夏, 늦여름) | 중앙(中, 無定) | 입술소리(ㅁ, ㅂ, ㅍ, ㅃ)   | 궁(宮) |
| 금(金, 쇠)   | 추(秋, 가을)        | 서(西, 서녘)   | 잇소리(ㅅ, ㅆ, ㅈ, ㅊ, ㅉ) | 상(商) |
| 수(水, 물)   | 동(冬, 겨울)        | 북(北, 북녘)   | 목구멍소리(ㅇ, ㅎ)         | 우(羽) |

### 파스파 문자 유래설
《세종실록》에 최만리가 훈민정음이 “고전(古篆)을 본떴다(倣)”라고 말한 기록이 있는데, 이 말이 모호하기 때문에 여러 가지 해석이 있다. 이 '고전'의 해석에는 한자의 전자체(篆字體)라는 설과 당시에 '몽고전자(蒙古篆字)'로도 불렸던 파스파 문자를 말하는 것이라는 설이 있다. 또한 ‘본떴다’에도 그 생김새만이 닮았을 뿐이라는 풀이와 만드는 데에 참고를 했다, 또는 모두 본떴다 등의 여러 가지 해석이 있다.

파스파 문자와 한글의 비교

파스파 문자 유래설에 따르면 한글의 기본자는 ㄱㄴㅁㅅㅇ이 아닌 ㄱㄷㅂㅈㄹㅇ이며 조음 기관을 모방한 것이 아니라 발음이 흡사한 파스파 문자의 자음들을 간략화한 것이다. 파열 및 파찰음인 ㄱㄷㅂㅈ를 감획하여 비음 및 마찰음인 ㆁㄴㅁㅅ가 생성되었으며 가획하여 유기음인 ㅋㅌㅍㅊ이 생성되었다는 이론이다. 이 가설의 장점 중 몇 가지는 다음과 같다.
- ㄱㄴㅁㅅ은 파열음(ㄱ), 비음(ㄴㅁ), 마찰음(ㅅ)으로 되어있어 비일관적이나 ㄱㄷㅂㅈ은 모두 파열음(ㄱㄷㅂ) 내지는 파찰음(ㅈ)이라서 음운론적으로 일관적이다. ㄱㄴㅁㅅㅇ이 기본자라면 ㄱ이 ㄴㅁ처럼 비음을 나타냈었어야 자연스럽다.
- 해례본은 ㄹ이 혀의 모습을 본떴다고 설명하나 ㄹ과 같은 설측음이나 설탄음을 발음할 때 혀 모양이 ㄹ처럼 되지는 않는다. 그러나 파스파 문자의 /l/에 해당하는 자음과 그 형태가 유사하다.
- 또한 연구개 비음을 나타내는 ㆁ의 모양도 조음기관 모방설로는 설명할 수 없는데 파스파 문자 유래설에 따르면 비음을 나타내는 ㄴㅁ은 파열음을 나타내는 ㄷㅂ의 상단을 감획한 모양인데 ㄱ을 마찬가지로 감획하면 ㅣ모양이 되며 이 아래에 ㅇ을 덧붙였다고 하면 ㆁ의 모양이 설명 가능하다.

### 기타 학설
1940년 훈민정음 해례본이 발견되기 이전에는 훈민정음의 창제 원리를 설명한 문헌이 없어 그 유래로 여러 이론이 제기되었다. 그 이전에 제기되었던 주요 학설은 다음과 같다.
- 발음 기관 상형설: 발음 기관을 상형했다는 설. 신경준, 홍양호, 최현배
- 전자 기원설: 한문 비석 등에 쓰이는 전자체에서 유래되었다는 설. 황윤석(黃胤錫), 이능화
- 범자(梵字) 기원설: 불경과 함께 고대 인도 문자가 전해져 그것에서 유래했다는 설.[108] 성현, 이수광
- 고대 문자 전래설: 훈민정음 이전 민간에서 전해지던 고대 문자로부터 유래했다는 설.
- 창문 상형설: 한옥의 창살 모양에서 유래했다는 설.[109] 에카르트(P. A. Eckardt)
- 서장(西藏)글자·오행(五行)이론.[110]

## 구조

한글의 구조

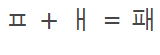
첫소리를 나타내는 'ㅍ'와 가운뎃소리를 나타내는 'ㅐ'가 합쳐 '패'가 되었다.

한글은 낱소리 문자에 속하며, 낱자 하나는 낱소리 하나를 나타낸다. 낱소리는 닿소리(자음)와 홀소리(모음)로 이루어진다.
한 소리마디는 첫소리(초성), 가운뎃소리(중성), 끝소리(종성)의 낱소리 세 벌로 이루어지는데, 첫소리와 끝소리에는 닿소리를 쓰고 가운뎃소리에는 홀소리를 쓴다. 한글은 낱자를 하나씩 풀어쓰지 않고 하나의 글자 마디로 모아쓰는 특징을 가지고 있다.

### 자모 낱자
처음 한글 낱자는 닿소리 17자와 홀소리 11자로 총 28가지였다. 오늘날 한글 낱자에 쓰이지 않는 없어진 글자를 소실자(消失字)라 하는데, 닿소리 ㅿ(반시옷), ㆁ(옛이응), ㆆ(여린히읗)과 홀소리 ㆍ(아래아)의 네 글자이다. 이로써 현대 한글은 모두 24자로서 닿소리 14자와 홀소리 10자로 되어 있다.
각 자모의 소릿값을 살펴보면 첫소리 아·설·순·치·후(牙舌脣齒喉)와 반설·반치(反舌半齒)의 7음으로 구별하였고 모음은 따로 구별하지 않았다. 이러한 7음과 각 자모의 독특한 배열순서는 중국 운서(韻書)를 그대로 모방한 것이라고 여겨진다. 그리고 실제로 쓸 적에는 각 낱자를 독립시켜 소리 나는 차례대로 적지 않고 반드시 닿소리와 홀소리를 어울려 쓰기로 하였으니 곧 <· ㅡ ㅗ ㅜ ㅛ ㅠ >는 자음 아래에 쓰고, <ㅏ ㅓ ㅑ ㅕ>는 자음 오른쪽에 붙여 쓰기로 하였다. 즉 음절문자(音節文字)로 하되, 그 모양이 네모꼴이 되도록 하였으니 이는 한자의 꼴에 영향을 받았기 때문이라 여겨진다.
| ㄱ   | ㄴ   | ㄷ   | ㄹ   | ㅁ   | ㅂ   | ㅅ   | ㅇ   | ㅈ   | ㅊ   | ㅋ   | ㅌ   | ㅍ   | ㅎ   |
| 기역 | 니은 | 디귿 | 리을 | 미음 | 비읍 | 시옷 | 이응 | 지읒 | 치읓 | 키읔 | 티읕 | 피읖 | 히읗 |

| ㅏ | ㅑ | ㅓ | ㅕ | ㅗ | ㅛ | ㅜ | ㅠ | ㅡ | ㅣ |
| 아 | 야 | 어 | 여 | 오 | 요 | 우 | 유 | 으 | 이 |

이 스물네 가지를 바탕으로 하는데, 모두 홑소리(단음)이고, 홑소리로 나타낼 수 없는 겹소리(복음)는 두세 홑소리를 어울러서 적되, 그 이름과 순서는 다음과 같다.
| ㄲ     | ㄸ     | ㅃ     | ㅆ     | ㅉ     |
| 쌍기역 | 쌍디귿 | 쌍비읍 | 쌍시옷 | 쌍지읒 |

| ㅐ | ㅒ | ㅔ | ㅖ | ㅘ | ㅙ | ㅚ | ㅝ | ㅞ | ㅟ | ㅢ |
| 애 | 얘 | 에 | 예 | 와 | 왜 | 외 | 워 | 웨 | 위 | 의 |

| ㅿ               | ㆁ          | ㆆ          |
| 반시옷           | 옛이응      | 여린히읗    |
| 유성 치경 마찰음 | 연구개 비음 | 성문 파열음 |

반시옷은 알파벳의 z에 해당하는 음가를 가진 것으로 추정되며, 여린히읗은 1을 강하게 발음할 때 목구멍이 막히며 나는 성문 파열음으로 추측된다.
현대 한글에서는 끝소리가 없으면 받침을 쓰지 않고 끝소리가 있을 때에만 홑받침 또는 겹받침을 쓰는데, 홑받침에는 모든 닿소리가 쓰이며, 겹받침에는 홑홀소리 아래에만 놓이는 겹닿소리 ㄲ(쌍기역)과 ㅆ(쌍시옷)과 따로 이름이 없지만 모든 홀소리 아래에 놓일 수 있는 겹받침으로만 쓰이는 겹닿소리가 있다. 모든 받침의 소릿값은 끝소리 규칙에 따라 8갈래로 모인다.
| ㄲ | ㅆ | ㄳ | ㄵ | ㄶ | ㄺ | ㄻ | ㄼ | ㄽ | ㄾ | ㄿ | ㅀ | ㅄ |

| ㄱ | ㄴ | ㄷ | ㄹ | ㅁ | ㅂ | ㅇ |

사전에 올릴 때에는 첫소리 > 가운뎃소리 > 끝소리의 순으로 정렬하되, 그 정렬 순서는 다음과 같다.
| 첫소리     | ㄱ ㄲ ㄴ ㄷ ㄸ ㄹ ㅁ ㅂ ㅃ ㅅ ㅆ ㅇ ㅈ ㅉ ㅊ ㅋ ㅌ ㅍ ㅎ                                |
| 가운뎃소리 | ㅏ ㅐ ㅑ ㅒ ㅓ ㅔ ㅕ ㅖ ㅗ ㅘ ㅙ ㅚ ㅛ ㅜ ㅝ ㅞ ㅟ ㅠ ㅡ ㅢ ㅣ                          |
| 끝소리     | (없음) ㄱ ㄲ ㄳ ㄴ ㄵ ㄶ ㄷ ㄹ ㄺ ㄻ ㄼ ㄽ ㄾ ㄿ ㅀ ㅁ ㅂ ㅄ ㅅ ㅆ ㅇ ㅈ ㅊ ㅋ ㅌ ㅍ ㅎ |

### 모아쓰기
한글의 모든 낱자는 한데 모아쓰도록 하고 있으며, 닿소리를 가장 먼저 쓰고 그 오른쪽이나 아래에 홀소리를 적으며, 모든 받침은 닿소리와 홀소리 밑에 놓인다. 따라서 글자 마디로 모아쓸 때는 다음과 같은 틀에 맞추어 쓴다.
- 중성이 ㅏ, ㅐ, ㅑ, ㅒ, ㅓ, ㅔ, ㅕ, ㅖ, ㅣ일 때는 중성을 초성의 오른쪽에 붙여 쓴다.

| 초성 | 중성 |

| 초성 | 중성 |
| 종성 |      |

- 중성이 ㅗ, ㅛ, ㅜ, ㅠ, ㅡ일 때는 중성을 아래쪽에 붙여 쓴다. 종성이 있으면 그 아래 붙여 쓴다.

| 초성 |
| 중성 |

| 초성 |
| 중성 |
| 종성 |

- 중성이 ㅘ, ㅙ, ㅚ, ㅝ, ㅞ, ㅟ, ㅢ와 같이 아래쪽에 붙이는 모음과 오른쪽에 붙이는 모음의 복합일 때는 다음과 같이 아래쪽에 먼저, 그 다음 오른쪽에 붙여 쓴다. 종성은 마찬가지로 아래쪽에 붙여 쓴다.

| 초성 | 중성 |
| 중성 | 중성 |

| 초성 | 중성 |
| 중성 | 중성 |
| 종성 |      |

### 표기 가능한 글자 수
현대 한글은 낱자를 엮어 11,172(첫소리 19 × 가운뎃소리 21 × (끝소리 27 + 끝소리 없음 1))글자 마디를 쓸 수 있다. 11,172자 중 399자는 받침이 없는 글자이며 10,773자는 받침이 있는 글자이다. 사용 빈도는 KS X 1001 완성형 한글 코드에 선별된 2,350글자가 상위 99.9%로 알려져 있다.

### 소리 나는 음절 개수
어문 규정에 따라 현대 한국어 표준어에서 실제 사용하는 음절은 이보다 적다. 한국어의 소리는 첫소리+가운뎃소리(+끝소리)로 이루어지는데, 표준어에서 첫소리에는 19가지 닿소리가 모두 쓰이되, 첫소리에 놓인 ㅇ은 소리 나지 않는다. 끝소리는 7종성법에 따라 7갈래로 모이며 끝소리가 없는 것까지 더하여 모두 8갈래이므로 현대 한국어의 발음은 첫소리 19 × 가운뎃소리 21 × 끝소리 8 = 3,192가지 소리가 된다.
그런데 표준 발음법을 따르면 구개음 ㅈ, ㅉ, ㅊ 뒤의 이중 모음 ㅑ, ㅒ, ㅕ, ㅖ, ㅛ, ㅠ는 단모음 ㅏ, ㅐ, ㅓ, ㅔ, ㅗ, ㅜ로 소리 나므로 첫소리 3 × 가운뎃소리 6 × 끝소리 8 = 144소리가 빠지고, 아울러 소리 나는 첫소리 (ㅇ이 아닌 첫소리 뒤에 오는)를 얹은 가운뎃소리 (ㅢ)는 ㄴ을 제외하면(ㄴ은 구개음화에 따른 다른 음소로 인정하고 있다.) [ㅣ]로 소리 나므로(한글 맞춤법 제9항 및 표준 발음법 제5항 단서 3) 첫소리 17 × 가운뎃소리 1 × 끝소리 8 = 136 소리가 다시 빠진다. 따라서 현재 한국어 표준어에서 실제 사용하는 소리마디는 3192 − 144 − 136 = 2,912가지가 된다.

## 한국어 로마자 표기법
한글이 국제적으로 통용되는 문자가 아니기 때문에 때로는 로마자로 표기해야 할 필요성이 있다. 한글 표기를 읽을 수 없는 외국인이나 그들을 대상으로 한국어를 알려야 하는 경우, 한국어를 로마자로 표기해 의사소통하는 것이 필요하다. 특히 지명, 인명, 상호명 등과 같은 고유 명사를 로마자로 표기할 때 로마자 표기 규정에 따르면, 표기가 통일되어 의사소통이 원활해지고, 정보 검색 등이 편리해진다.
한국어 로마자 표기법은 1832년 독일인 지볼트(Siebold, P.F.), 1895년 미국인 호머 헐버트를 비롯하여 서양의 동양학자나 선교사·외교관들이 만든 방안들이 있고, 정인섭, 최현배, 박창해 등의 국내 학자들이 만든 방안도 여럿이 있다. 또한 1940년 조선어학회의 안과 1948, 1959, 1984년에 나온 문교부의 방안 등이 있다. 이들 여러 방법 중에 가장 널리 알려지고, 또 흔히 쓰이는 것은 매큔·라이샤워체계(The McCune-Reischauer System for the Romanization of Korean)와 마틴(Martin)이 제안한 예일체계(The Yale System), 2014년에 나온 문화체육관광부안이다.
로마자표기법이 통일되지 않고 다소 무질서하게 사용되어 왔던 것은 로마자 표기에 있어서 여러 문제점이 있었던 한국어의 특성에 기인한 것이라고 볼 수 있는데, 그 해결 방안이 각기 만족스럽지 않았기 때문이다. 2000년에 인터넷시대에 맞지 않는 반달표와 어깨점을 없애고 한국인과 외국인 모두에게 편리한 방향으로 개정한 문화관광부안이 고시되었으며, 이것을 일부 개정하여 2014년에 문화체육관광부가 『국어의 로마자 표기법』을 고시하였다.

## 한글의 우수성
‘과학성’과 ‘체계성’에 있다. 글자를 발음 기관의 모양을 본떠 만들었다는 점에서 한글은 과학적이다. ‘ㅁ’은 입술의 모양, ‘ㅇ’은 목구멍 모양, ‘ㅅ’은 이빨 모양에서 본뜨고, ‘ㄱ’은 혀뿌리가 목구멍을 막는 모양, ‘ㄴ’은 혀가 윗잇몸에 닿는 모양을 본떠 만들었다. 한글이 체계적이라는 것은 자모를 따로따로 만들지 않고 기본 글자를 먼저 만들고 나머지는 그것을 바탕으로 만들었다는 점이다. 즉 기본자인 ㄱ에 획을 더해 ㅋ을 만드는 식이다. 모음의 경우도 ‘하늘, 땅, 사람’을 형상화한 ‘ㆍ, ㅡ, ㅣ’를 기본 글자로 하고, 나머지는 기본자에 획을 하나씩 더하거나 조합해서 만들었다.

## 용도폐기된 4글자
- ㆆ(여린히읗, 된이응): ㅇ과 ㅎ의 중간획 글자로, ㅇ에 흡수되면서 사용할 필요가 없게 되었다.
- ㆁ(옛이응, 꼭지이응): 아음으로, '앙'이라는 소리를 낼 때 본 글자의 종성이응, 즉 유성음 이응이 옛이응이다. 지금은 사용할 때 ㅇ과 혼동하기 쉬으므로 사용하지 않게 되었다. 예를 들어 '솅종(세종)' 할 때 솅(세)의 ㅇ은 그냥 '이'이고, 종 할때는 ㆁ, 즉 옛이응이 된다.
- ㅿ(반시옷): ㅆ, ㅉ의 중간 글자로, ㅅ과 ㅈ의 중간 발음이 난다. 지금은 이 글자가 점차 ㅅ하고 ㅈ 소리로 점차 간소화 되면서 사용할 필요가 없게 되었다. 알파벳의 /z/ 소리를 띈다. 반치음으로 분류하기도 한다.
- ㆍ(아래아): 본 글자는 초성의 밑에 쓰는 ㅏ라는 뜻을 가지고 있으며, ㅏ(아)과 ㅡ(으)의 중간 발음이다. 역시 ㅏ로 간소화 되면서 사용할 필요가 없게 되었다.

## 유니코드
유니코드에서 한글은 다음 영역들에 배당돼 있다.
- 한글 글자 마디(Hangul Syllables): U+AC00~U+D7AF
- 한글 자모(Hangul Jamo): U+1100~U+11FF
- 한글 자모 확장-A(Hangul Jamo Extended-A): U+A960~U+A97F
- 한글 자모 확장-B(Hangul Jamo Extended-B): U+D7B0~U+D7FF
- 한글 호환 자모(Hangul Compatibility Jamo): U+3130~U+318F
- 반각 한글 자모: U+FFA0~U+FFDC

유니코드의 한글 자모 문자들
유니코드의 한글 호환 자모 블록
유니코드의 반각 한글 자모 문자들

현재 유니코드에 포함돼 있는 옛한글 자모의 총 개수는 초성 124개, 중성 94개, 종성 137개와 채움 문자 2개(초성, 중성)이다. 방점을 제외하고 총 조합 가능한 글자 마디 개수를 구한다면 다음과 같다.
- 조합 가능한 한글: 125×95×138 = 1,638,750개
- 완성된 한글: 124×94×138 = 1,608,528개
- 조합 가능한 비표준 한글: 총 16,989개
  - 채움 문자로만 구성된 한글: 1개
  - 초성과 종성으로만 이루어진 비표준 한글: 124×137 = 16,988개
- ∴ 표준 한글 총 개수(조합 가능한 한글 코드 − 비표준 한글): 1,639,011개

방점 2개 또한 유니코드에 U+302E(〮)와 U+302F(〯)로 등록돼 있다.

## 다른 언어에서의 한글 사용
한글은 2009년에 처음으로 인도네시아의 소수 민족인 찌아찌아족의 언어인 찌아찌아어를 표기하는 데 사용되고 있다. 한국찌아찌아문화교류협회
이밖에도 한국에서는 한글을 표기 문자로 보급하기 위하여 노력하고 있으며 2012년 솔로몬 제도의 토착어를 한글로 표기하여 교육하는 활동이 시작됐다. 2012년 10월부터 시행된 것은 2개 언어이며 결과에 따라 솔로몬 제도 전역으로 확대할 예정이다.
간혹 영어 발음을 정확하게 표기하기 위해 옛한글 등을 부활시킨 표기법을 연구하는 일도 있으나 이 역시 개인 연구자에 따른 것이다. 그리고 한국인이 아닌 사람이 만든 인공어 618-Vuro나 인공 문자 井卜文(Jingbu Script) 등에서 일부 한글 또는 한글을 동기로 한 문자를 개인 수준에서 사용한 예를 볼 수 있다.

## 오해와 사실
- 한글은 한자의 부수로 이루어 지거나 그 어떠한 나라의 글자에서도 본따온 것이 아닌, 한민족의 고유 글자이다.
- 유네스코의 세계기록유산에 등재된 것은 '한글'이 아닌 책 《훈민정음 해례본》이다.[39][118]
- 유네스코 세계기록유산은 기록물이 담고 있는 내용이 아니라 기록물만을 등록 대상으로 한다.
- 한글날이란 한글 창제일(음력 12월 30일)을 기념하는 날이 아니라 한글 반포일을 기념하는 날이다.
- 세종대왕이 창제한 것은 한국어(말)가 아니라 우리말을 표기하는 문자(글자)를 창제했다.
- 한글은 언어의 이름이 아니라 문자의 이름이다.
- 창제 당시의 이름인 '훈민정음'과 그 약칭인 '정음'도 본래 글자의 이름이었다.
- 실제의 한글은 모든 언어의 발음을 표기할 수 있는 것이 아니다. 또한 현재의 한글은 창제 당시의 훈민정음보다 표현할 수 있는 발음 수가 적다.
- 모든 소리를 표현할 수 있다는 것은 원래 언어학 명제가 아니고 창제 당시에 모든 소리는 기본 5음의 조화로 이루어진다는 사상을 배경으로 한 철학적 표현이다.
- 한글 낱자는 모두 소릿값이 확정되어 있고 실제 한글 쓰임에서는 모아쓰기의 규칙도 정해져 있으므로 한글로 표현되는 소리의 숫자는 본래 유한하며, 한글의 기본은 한국어에 맞추어져 있다.
- 현재 한글은 한국어 발음에만 사용하고 있으나 원래의 훈민정음에서는 모아쓰기가 좀 더 다양하며, 아울러 《동국정운》에 따르면 실제의 한국어 발음뿐만 아니라 이론적 한자음도 훈민정음으로써 표현하고 있다.
- 찌아찌아족의 찌아찌아어의 표기에는 사용되나 공식은 아니다.

## 같이 보기
| - 유네스코 세종대왕 문해상 - 한글의 우수성에 관한 논란 - 국제 문해의 날 - 한글날 - 세종대왕 - 호머 헐버트 - 주시경 - 한글 맞춤법 - 한글 맞춤법 통일안 - 한글의 역사 연표 | - 문자 - 국어 - 한국어 - 한글 낱자 - 한글 낱자 목록 - 한국어 로마자 표기법 - 한글전용과 국한문혼용 - 한국어 운동의 역사 - 문자보급운동 | - 훈민정음 - 훈민정음 언해 - 훈민정음 운해 - 조선어 신철자법 - 언문 철자법 - 옛한글 - 찌아찌아어 |

## 참고 문헌
- 〈한글〉, 《한국민족문화대백과》. 한국학중앙연구원.
- 김태민 (2020),「한글! 온 누리에 나르샤」,『한글 새소식』 569호, 한글 학회

## 관련 문헌
- 한글날에 생각해보는 훈민정음 미스터리. 김현미.《신동아》 2006년 10월호.
- 히브리문자 기원설을 계기로 본 훈민정음. 이기혁. 《신동아》 1997년 5월호.
- 어느 기하학자의 한글 창제. 《동아일보》, 2007-10-19. (영어의 v, f, θ, ð, l 등의 발음을 한글로 표기하기 - 고등과학원 최재경 교수의 제안)
- '한글 연구가' 최성철씨 "이젠 한글표기법 독립운동할 때". 《동아일보》, 2006-10-09.
- 한글과 코드: 한글과 컴퓨터 코드에 관하여